# Dominik Hollmann

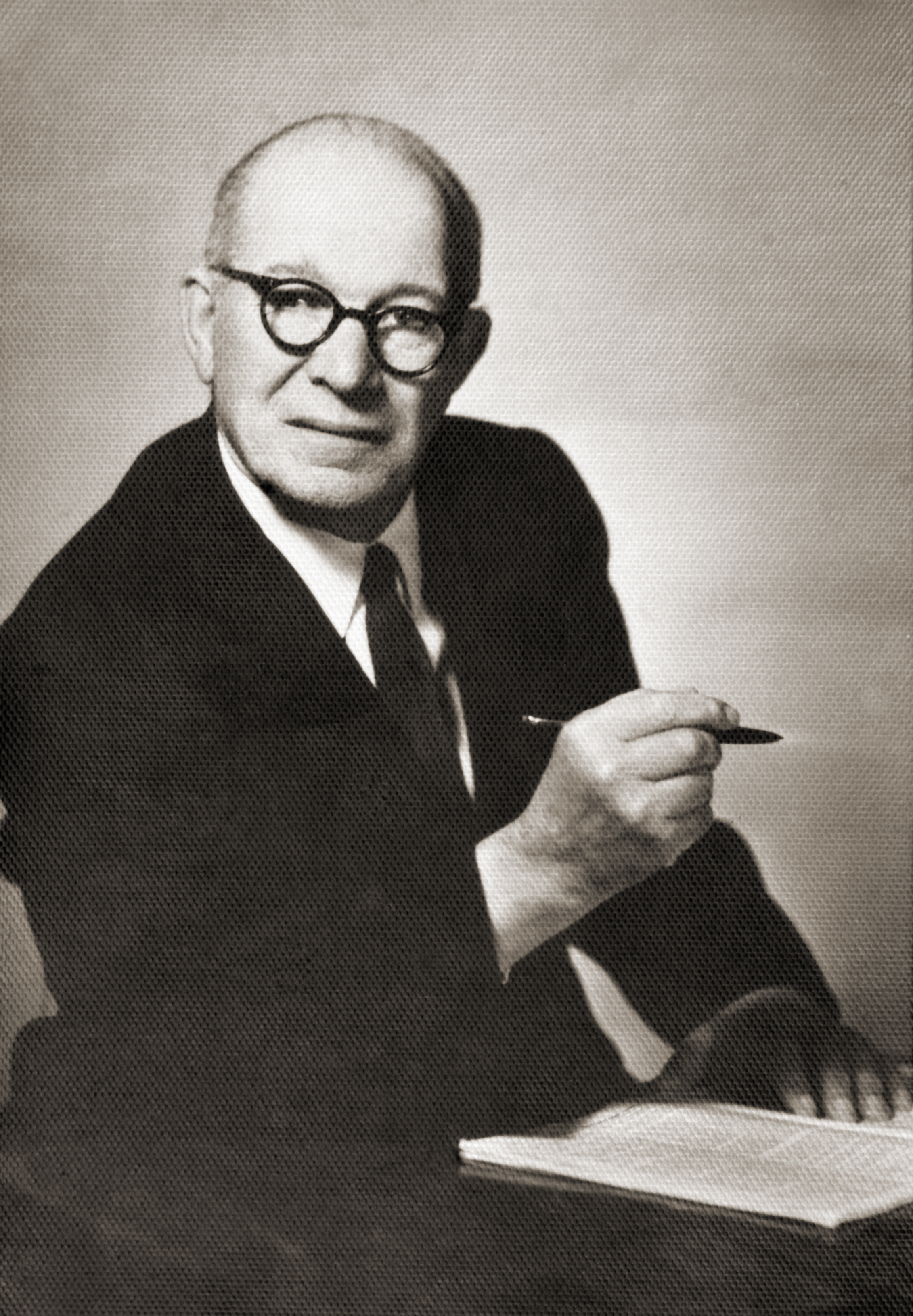
Dominik Hollmann

Dominik Hollmann (russ. Доминик Иосифович Гольман, wiss. Transliteration Dominik Iosifovič Gol'man; * 12. August 1899 in Kamyschin, Gouvernement Saratow (Russisches Kaiserreich), heute Gebiet Wolgograd; † 6. Dezember 1990 ebenda) war ein russisch-sowjetischer Schriftsteller und Dichter wolgadeutscher Herkunft, dessen Werke sich auf die deutsche Minderheit in Russland beziehen.

## Leben
Hollmann wurde von seiner alleinstehenden Mutter erzogen, die einen streng katholischen Glauben pflegte und an ihren Sohn weiter vermittelte. Die Mutter war arm, stammt ursprünglich aus dem wolgadeutschen Dorf Marienfeld. Der junge Dominik Hollmann galt schon früh als auffallend wissbegierig. Nach seinen Tagebüchern ist bekannt, dass der Schriftsteller sich bestrebt sah, seine deutsche Volksgruppe in Russland aus dem Leid herauszulenken. Hollmann absolvierte im Jahre 1916 in Kamyschin einen zweijährigen Lehrgang und wurde Lehrer der Semstwo-Schulen. Danach arbeitete er von 1919 bis 1932 als Dorfschullehrer in den wolgadeutschen Dörfern Rothammel und Marienfeld. Mit Jugendlichen bereitete Dominik Hollmann öfters bekannte Bühnenstücke vor, die üblicherweise zum Neujahr an Schulen gespielt wurden, da es in den Dörfern weder Kinos, noch Klubs gab. Da die russische Wirtschaft durch den Ersten Weltkrieg und die Bürgerkriege stark in Mitleidenschaft gezogen worden war, versuchte die Sowjetregierung um 1923, diese selbst mit Initiative eines jeden Bauern wieder aufzubauen. Zu dieser Zeit war Hollmann Lehrer im Heimatdorf seiner Mutter. Zusammen mit seinen dort noch ansässigen Verwandten gründete er eine Genossenschaft (Kooperative) für gemeinsame Bodenbearbeitung. Diese konnte ein Darlehen vom Staat erhalten und dafür den ersten Trecker im Dorf sich kaufen. 1929 trat ein Verbot der Kooperative durch die Sowjetregierung in Kraft. Die Bauern wurden in die Kolchosen getrieben. Hollmann gab sein Lehreramt auf und ging der Arbeit als Kassierer einer naheliegenden Eisenbahnstation nach. Kurz darauf fand er erneut Arbeit als Lehrer im Dorf Erlenbach. Obwohl schon im Jahre 1928 in der Stadt Engels, die zu jener Zeit Hauptstadt der ASSR der Wolgadeutschen war, die Deutsche Pädagogische Hochschule eröffnet worden war, konnte Dominik Hollmann als Haupt einer 6-köpfigen Familie kein Direktstudium beginnen. Er absolvierte zunächst ein zweijähriges Fernstudium an der Staatsuniversität zu Moskau, anschließend von 1932 bis 1935 das Direktstudium an der Pädagogischen Hochschule in Engels. Während seiner Studienjahre herrschten Hungerjahre im Wolgagebiet. Dominik Hollmann zeigte in dieser Zeit enorme Hilfsbereitschaft bei der Essensbeschaffung für Studenten. Noch als Student übernahm er Übersetzungsarbeit für den Deutschen Staatsverlag zu Engels. Im Jahre 1935 erreichte Dominik Hollmann seine lang ersehnte Hochschulbildung, wurde anerkannter Lehrer an der Deutschen Pädagogischen Hochschule zu Engels, wo er sechs Jahre lang als Dozent und Dekan der Fakultät für deutsche Sprache und Literatur tätig war. Einer seiner Schüler war Herbert Henke.
Bis 1941 verfasste Hollmann mehrere Lehrbücher zur deutschen Grammatik und Lesebücher, übersetzte Klassiker der russischen Literatur (I. Turgenew, A. Tschechow, S. Marschak und K. Tschukowski), schrieb Gedichte und Aufsätze, die in der Presse erschienen. Zudem war Hollmann als literarischer Berater für eingehende Dichter bei dem Wolgadeutschen Schriftstellerverband tätig. Auf Grund dieser Tätigkeit wurde Dominik Hollmann im Februar 1940 in den Schriftstellerverband der ASSRdWD aufgenommen.
Die russlanddeutsche Schriftstellerin Ida Bender (1922–2012) war Dominik Hollmanns Tochter.

## Verbannung und Rehabilitierung
Der Zweite Weltkrieg beendete die Existenz der Wolgadeutschen Republik. Die Sowjetregierung verbannte alle Bürger deutscher Abstammung in den asiatischen Teil der UdSSR. Sowohl Hollmanns Ehefrau als auch eine Tochter kamen in den Zeiten der Repressionen ums Leben. Dominik Hollmann selbst saß von 1942 bis 1944 im sogenannten WjatLag (Abkürzung für: Das Wjatka-Lager). Stark abgemagert, von Skorbutwunden übersät, wurde er als sogenannter Krepierling (russ. доходяга, dochodjaga) durch die Akte abgeschrieben und "zur Erholung" zu seiner Familie entlassen.
Weil Dominik Hollmann noch im Jahre 1917 einen Buchhalterkurs mitgemacht hatte, ist er in seiner Freizeit einer noch unerfahrenen, ebenfalls zwangsumgesiedelten Rechnungsführerin bei der Arbeit in einem kleinen Fischerartel am Jenisseiufer im hohen Norden mit Rat und Tat zur Seite gestanden. Mit der Erlaubnis des Kommandanten wurde Dominik Hollmann ebenfalls Rechnungsführer des kleinen Fischerartels. 1953 gelang es ihm eine Lehrerstelle im Dorf Terskoje (Rajon Kansk, Kraj Krasnojarsk) zu bekommen. Nach 1956 bewarb er sich erfolgreich als Deutschlehrer an der Technologischen Hochschule der sibirischen Stadt Krasnojarsk. Dort blieb er acht Jahre. Als im Mai 1957 in Moskau die deutschsprachige Zeitung Neues Leben erschien, ließ es sich Hollmann nicht nehmen, seine lang gehüteten und von der antideutschen Regierung verbotenen Schriften dort zu veröffentlichen.
Bis zu seinem Lebensende kämpfte Dominik Hollmann aktiv für die Rehabilitierung seiner deutschstämmigen Volksgruppe in der Sowjetunion. 1957 schrieb er diesbezüglich seinen ersten Brief an die Regierung. Insgesamt waren es 17 Schreiben, in denen er anhand von vielen zusammengetragenen Fakten an die Menschenrechtsverletzung, die Diskriminierung der sowjetdeutschen Bevölkerungsgruppe und die Einschränkung des muttersprachlichen Deutschunterrichts an Schulen erinnerte. (Die Entwürfe dieser Briefe werden in den Stanford University Libraries aufbewahrt.). Hollmann beteiligte sich an Delegationen der Deutschen nach Moskau wie auch an Gemeinschaften zur Wiederherstellung der Wolgadeutschen Republik (Gesellschaft Wiedergeburt).
1978 kehrte er in seine Geburtsstadt Kamyschin zurück. Seine Landsleute, sowohl Rentner als auch jüngere Menschen, nahmen ihn warmherzig und interessiert in die Gemeinschaft auf. Durch Kontakt zu anderen Russlanddeutschen, die in die Wolgaregion zurückgekehrt waren, entstand der Neues-Leben-Leser-Klub, der sich der Kultur und Sprache der Deutschen in Russland widmen sollte.

## Literarische Arbeit
Dominik Hollmann hat sieben Romane und Großerzählungen, mehr als 200 Erzählungen, über 600 Gedichte und etwa 100 publizistische Artikel, literaturkritische Artikel und literarische Portraits verfasst. Wegen des Zensurverbotes über die Geschichte und das Schicksal der Russlanddeutschen zu schreiben, wurden viele seiner Werke nicht veröffentlicht. Da die bloße Erwähnung des Wortes „Wolga“ in literarischen Werken russlanddeutscher Autoren verboten war, wurde sein lyrisches Gedicht "Olga von der Wolga" erst Ende der 1980er Jahre veröffentlicht. Einige seiner Gedichte (z. B. Wiegenlied einer sowjetdeutschen Mutter in der sibirischen Verbannung, Nachkommen, Ein Traum) wurden nur durch Briefe verbreitet und von seinen Landsleuten als Volkslieder gesungen (Mein Heimatland).